# What Did You Expect from The Vaccines?
What Did You Expect From The Vaccines? é o álbum de estréia da banda inglesa The Vaccines. O álbum foi oficialmente lançado em 14 de março de 2011 pela Columbia Records.

## Faixas
| CD  |                           |         |  |
| N.º | Título                    | Duração |  |
| 1.  | "Wreckin' Bar (Ra Ra Ra)" | 1:24    |  |
| 2.  | "If You Wanna"            | 3:02    |  |
| 3.  | "A Lack of Understanding" | 2:58    |  |
| 4.  | "Blow It Up"              | 2:41    |  |
| 5.  | "Wetsuit"                 | 3:50    |  |
| 6.  | "Nørgaard"                | 1:38    |  |
| 7.  | "Post Break-Up Sex"       | 2:56    |  |
| 8.  | "Under Your Thumb"        | 2:20    |  |
| 9.  | "All In White"            | 4:33    |  |
| 10. | "Wolf Pack"               | 2:23    |  |
| 11. | "Family Friend"           | 5:30    |  |

| Faixa escondida |                         |         |  |
| N.º             | Título                  | Duração |  |
| 12.             | "Somebody Else's Child" | 3:00    |  |

## Paradas musicais
| Paradas (2012)                    | Melhor posição |
| --------------------------------- | -------------- |
| Austrália (Austrian Albums Chart) | 50             |
| Bélgica Ultratop 50 (Flandres)    | 29             |
| Bélgica Ultratop 40 (Valônia)     | 45             |
| Dinamarca (Hitlisten)             | 33             |
| Holanda (MegaCharts)              | 35             |
| Irlanda (Irish Albums Chart)      | 16             |
| Suécia (Sverigetopplistan)        | 40             |
| Suíça (Schweizer Hitparade)       | 36             |
| Reino Unido (UK Albums Chart)     | 4              |
| Estados Unidos (Billboard 200)    | 197            |